# Džanak Čuli
Džanak Čuli (také Janak Chuli) je hora vysoká 7 041 m n. m. (7 090 m dle jiných zdrojů) nacházející se v pohoří Himálaj na hranici mezi Čínskou lidovou republikou a Nepálem.

## Charakteristika
Džanak Čuli je vedlejší vrchol hory Džongsang Ri, od které leží vzdálen 4.45 km západním směrem. Na jeho severovýchodním boku leží ledovec Lashar, na západním boku proudí ledovec Tsisima a na jižním boku je ledovec Broken.

## Prvovýstup
Prvovýstup na vrchol Džanak Čuli provedli dne 6. května 2006 dva Slovinci Andrej Stremfelj a Rok Zalokar. Výstupová cesta vedla z jihozápadní strany.